# Bucarde tuberculée
Acanthocardia tuberculata
Espèce
La bucarde tuberculée (Acanthocardia tuberculata) est une espèce de mollusques bivalves de la famille des coques.

## Description

var. alba

Elle mesure jusqu'à 7 cm de diamètre.
Valve droite et gauche du même spécimen:

Valve droite
Valve gauche

## Répartition et habitat
Elle est présente en Méditerranée,  en mer Noire, dans le nord-est de l'Atlantique, dans la Manche, la mer du Nord, ainsi que dans quelques zones de la mer Baltique.
Elle vit enfouie dans le sable à environ 10 cm de profondeur, dans des endroits où il reste toujours un peu d'eau, souvent sur la pente qui descend vers le plus profond.

## Synonymes

### Autres noms communs français
Bucarde, coque tuberculée, bucarde à verrues, langue rouge.

### Noms communs internationaux
(en) Tuberculate cockle, rough cockle ; (es) Corruco ; (nl) Fossiele hartschelp, geknobbelde hartschelp, karthageense hartschelp ; (de) Knotige Hermuschel, Dickrippige Herzmuschel.

### Autres noms scientifiques
Noms parfois utilisés mais non valides : 
- Cardium tuberculatum Linnaeus, 1758
- Eucardium (Rudicardium) tuberculatum (Linnaeus, 1758)
- Cardium rusticum Linnaeus, 1767
- Cardium fasciatum Gmelin, 1791
- Cardium nodosum Montagu,1803
- Acanthocardia impedita Milaschewitch, 1909[2].